# 阿萬亜里沙
阿萬 亜里沙（あまん ありさ）は、日本の元陸上競技選手で、100mの元日本記録保持者（11秒73）でもある。身長150cm。宮崎県日南市出身。

## 経歴
日南市で生まれるが、その後宮崎市に移った。小学生時代は喘息持ちながらも、運動会の徒競走では常に一番だった。中学に入ると新体操をやってみたいと思っていたものの、足の速さを買われて陸上部に入部した。3年の時にはジュニアオリンピックで優勝を果たした。
宮崎工業高校に進むと、コーチである藤井晃治の指導の下、1年の全国高等学校総合体育大会陸上競技大会（インターハイ）では準決勝で敗れたが、秋になると100mで11秒台を出すようになった。2年のインターハイ100mでは予選、準決勝で11秒台を連発すると、決勝でも当時の日本記録である11秒73を記録して優勝を成し遂げた。(この記録は1991年に野村綾子によって更新されるまで13年間破られなかった)。この決勝では這うような低い姿勢から一気に飛び出したこともあり、とある新聞からは平蜘蛛のようなスタートと形容された。
3年のインターハイでは100mで2連覇を果たすと200mでも優勝して2種目制覇を成し遂げた。この年10月、宮崎県で開催された第34回国民体育大会（宮崎国体）開会式で選手宣誓をおこなった。その国体では200mに出場して優勝した。この時は当時の日本記録を上回る24秒29を出したが、追い風2.1mと僅か0.1m許容範囲を超えていたために公認されなかった。
このような実績から、陸上競技の盛んな大学や実業団から多数の誘いがあったものの、中学の時から陸上競技は嫌々続けていたこともあって、陸上とは関係ない福岡女学院大学短期大学部に進学して創作ダンスに取り組むことになった。
ところが陸上から2年以上も離れる生活を送っていたところ、再び陸上に取り組みたいという気持ちが芽生えてきて、1982年に短大を卒業後はテレビ宮崎に勤務する傍ら、1人で練習を再開し、高校時代のコーチである藤井から練習メニューの提供を受けた。また、1人での練習がつらくなると、宮崎工業高校や宗兄弟、谷口浩美などのいる旭化成陸上部などに赴いて一緒に練習をさせてもらったりした。その年の秋には全日本実業団対抗大会100mに出場して12秒38で2位となり、全国レベルでのカムバックを遂げた。
1983年には全日本実業団対抗大会で久しぶりの11秒台を出して優勝を遂げた。その後は全日本選手権で2位になるなど活躍するが、1986年の宮崎県選手権を最後に現役を引退することになった。1987年には宮崎工業高校時代にサッカーのユース代表として活躍していた同級生と結婚した。

## 自己記録
- 100m 11秒73(+1.7m)　1978年8月3日[2]。